# Armin Assinger
Armin Assinger, né le 7 juin 1964 à Graz, est un ancien skieur alpin autrichien et présentateur à la télévision.

## Coupe du monde
- Meilleur résultat au classement général : 10e en 1993
  - 4 victoires : 3 descentes et 1 super-G

### Saison par saison
- Coupe du monde 1986 :
  - Classement général : 58e
- Coupe du monde 1988 :
  - Classement général : 46e
- Coupe du monde 1989 :
  - Classement général : 37e
- Coupe du monde 1991 :
  - Classement général : 81e
- Coupe du monde 1992 :
  - Classement général : 54e
- Coupe du monde 1993 :
  - Classement général : 10e
    - 2 victoires en descente : Sierra Nevada et Kvitfjell II
    - 1 victoire en super-G : Bad Kleinkirchheim
- Coupe du monde 1994 :
  - Classement général : 34e
- Coupe du monde 1995 :
  - Classement général : 12e
    - 1 victoire en descente : Val-d'Isère II

## Arlberg-Kandahar
- Meilleur résultat : 18e place dans la descente 1994 à Chamonix
- Notices d'autorité :   - VIAF
  - ISNI
  - GND
  - Tchéquie
- Ressources relatives au sport :   - Fédération internationale de ski (ski alpin)
  - Munzinger
  - Olympedia
  - Ski-DB